# Cheshmeh Bārānī
Cheshmeh Bārānī (persiska: چِشمِه بارانی) är en ort i Iran.   Den ligger i provinsen Lorestan, i den västra delen av landet, 400 km sydväst om huvudstaden Teheran. Cheshmeh Bārānī ligger 1 155 meter över havet och antalet invånare är 426.
Terrängen runt Cheshmeh Bārānī är kuperad söderut, men norrut är den platt. Runt Cheshmeh Bārānī är det ganska tätbefolkat, med 52 invånare per kvadratkilometer. Närmaste större samhälle är Kūhdasht, 11,7 km norr om Cheshmeh Bārānī. Omgivningarna runt Cheshmeh Bārānī är i huvudsak ett öppet busklandskap.